# Лемик Микола Семенович
Мико́ла Семе́нович Ле́мик або Лемик-Сенишин (4 квітня 1915, Солова, Перемишлянський повіт, Королівство Галичини та Володимирії — 10 жовтня 1941, Миргород) — український політичний діяч, член ОУН від 1932 року. Виконавець атентату проти Олексія Майлова (секретаря Консульства СРСР у Львові) 1933 року, засуджений. Від 1941 року — крайовий провідник ОУН на східноукраїнських землях.

## Життєпис

### Дитинство та юнацтво
Народився в селі Солова Перемишлянського повіту в Галичині (тепер Золочівського району, Львівської області) у бідній багатодітній селянській сім'ї. Закінчив сільську чотирирічну школу. У 1926—1933 роках навчався в Академічній гімназії у Львові, яку закінчив на «відмінно». Після закінчення гімназії навчався на математично-природничому факультеті Львівського університету.
У 1929 році в університеті вступив до юнацтва ОУН,  а згодом перейшов до бойового відділу. У бойовій референтурі перебував під особистим керівництвом Романа Шухевича — тодішнього бойового референта Крайової екзекутиви ОУН, та його заступника Богдана Підгайного.

### Атентат

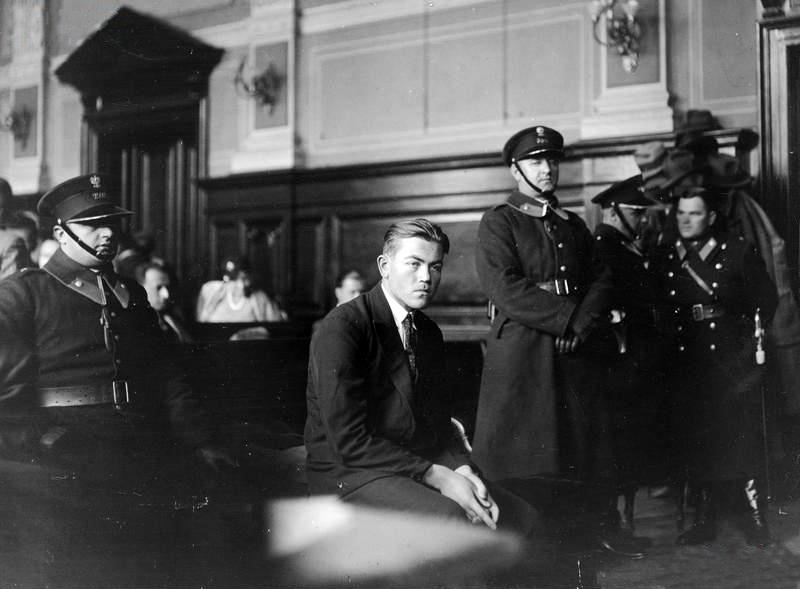
Микола Лемик під час процесу у Львівському окружному суді

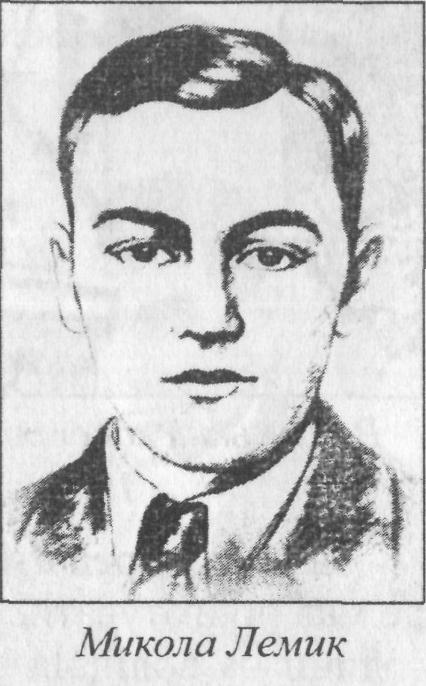
Малюнок Миколи Лемика під час процесу

21 жовтня (22 жовтня) 1933 року Лемик за наказом проводу українських націоналістів убив 24-річного начальника канцелярії консуляту СРСР у Львові Алєксєя Майлова (за сумісництвом емісара більшовицьких спецслужб) на знак протесту проти штучно організованого радянською владою Голодомору в Україні 1932—1933 років).
Лемику було лише 18, коли Організація українських націоналістів у Західній Україні постановляє змусити звернути увагу світової громадськості на Голодомор в Україні. На нараді ОУН вирішили вчинити атентат на чиновника Москви — радянського консула у Львові. Зголосилося здійснити вирок з десяток молодих членів ОУН. Вибір керівництва впав на Лемика через його уміння володіти зброєю, привабливу зовнішність та гострий розум, а також вік — йому було 18 років, а за польськими законами засудити до розстрілу могли лише з 21-го року.
Основним мотивом вбивства Лемик вважав публічну форму протесту проти дій більшовицької влади, яка «…силою загарбала українську державу, нищить українську культуру і терором та голодом нищить українську націю». За задумом керівництва ОУН, виконавець акту мав здатися в руки польської поліції і на суді розповісти про політичні мотиви вбивства. Як себе вести в консульстві і на суді, його консультував Степан Бандера.
Лемик записався на прийом до консула під прізвищем Дубенко, начебто для консультації щодо виїзду в Радянську Україну. Під час відвідання ним консульства Майлов опинився на місці консула Голубєва. Під час розмови вихопив із внутрішньої кишені пістолет і зі словами: «Це тобі від Організації Українських Націоналістів — за муки і смерть наших братів та сестер, за голод в Україні, за всі знущання…» двома пострілами здійснив акт помсти. Після цього поранив одного з охоронців і, тримаючи під прицілом інших, дочекався польської поліції і здався в її руки.
Біля будинку суду відбулися демонстрації протесту, а в залі знаходились іноземні журналісти. Однак до зали не запросили свідків Голодомору. Негайний суд у Львові, що відбувся в жовтні-листопаді 1933 року, засудив Лемика до смертної кари. Через його вік смертну кару було замінено на довічне ув'язнення. Його відправили в політичну в'язницю «Святий Хрест» під Варшаву. Там упродовж певного часу спілкувався із ним багатолітній член ОУН, в'язень польських, німецьких і радянських тюрем, двічі засуджений до смерті Петро Дужий і згодом згадував, що хлопець виявився дуже приємною, життєрадісною людиною. На запитання: «Коли ж, Миколо, йдеш на волю?» — відповідав з усмішкою: «З неділі, щоправда, ще не відомо, з якої неділі, але це таки буде з неділі!» Півроку Микола Лемик, чи не єдиний у в'язниці, утримувався в кайданках, і за цей час навчився їх знімати, і це потім врятувало йому життя. Дійсно, він вийшов на волю саме в неділю, 1939 року.

### На волі
На волю вийшов на початку війни, восени 1939 року, коли німецька авіація почала бомбардувати польські міста, зокрема і в'язницю в Сєдльцах. Коли «політичних» ув'язнених переганяли на інше місце, він на етапі зміг зняти кайданки і втекти. Під час втечі був поранений, лікувався в українській родині в одному із сіл Закерзоння, там же лишився вчителювати.
Згодом знову зв'язався з керівництвом ОУН у Кракові. У 1940 році організаційним наказом ОУН його повернули до Кракова, де він очолив референтуру з «калакутських справ» при Українському центральному комітеті («калакутами» в той час називали сполонізованих на початку XX століття українців).
4 серпня 1940 року одружився з Любою Возняк (відома як Люба Возняк-Лемик) — рідною сестрою Марії Возняк, дружини Василя Бандери, брата лідера ОУН, який згодом загинув у нацистському концтаборі Аушвіц. За бажанням Люби на їхніх обручках було викарбувано: 23 травня 1940 рік — дата їхнього знайомства та пам'ятний для них день смерті Євгена Коновальця. Шлюб вони брали не за прізвищем Лемик (воно тоді було занадто відоме), а за «Синишин» (псевдо Лемика в ОУН).
У 1940—1941 роках навчався на військових Вишкільних курсах ОУН(б) у Кракові.
Був учасником II Великого збору ОУН.

### Розстріл
Після проголошення 30 червня 1941 року у Львові Акту відновлення Української Держави для реалізації ідеї незалежності на схід вирушили три похідні оунівські групи — Північна, Середня і Південна. Середню восени 1941 року очолив Микола Лемик.
У серпні був заарештований гестапо і відвезений до Львова. Після звільнення знову повернувся на східноукраїнські землі та продовжив боротьбу. Загинув у жовтні 1941 року: дорогою до Харкова був знову заарештований гестапо і розстріляний у Миргороді (Полтавська область).
Як згадував пізніше один із сучасників, Микола Лемик був блондином, високого зросту та міцної статури, мав блакитні очі.

## Вшанування пам'яті

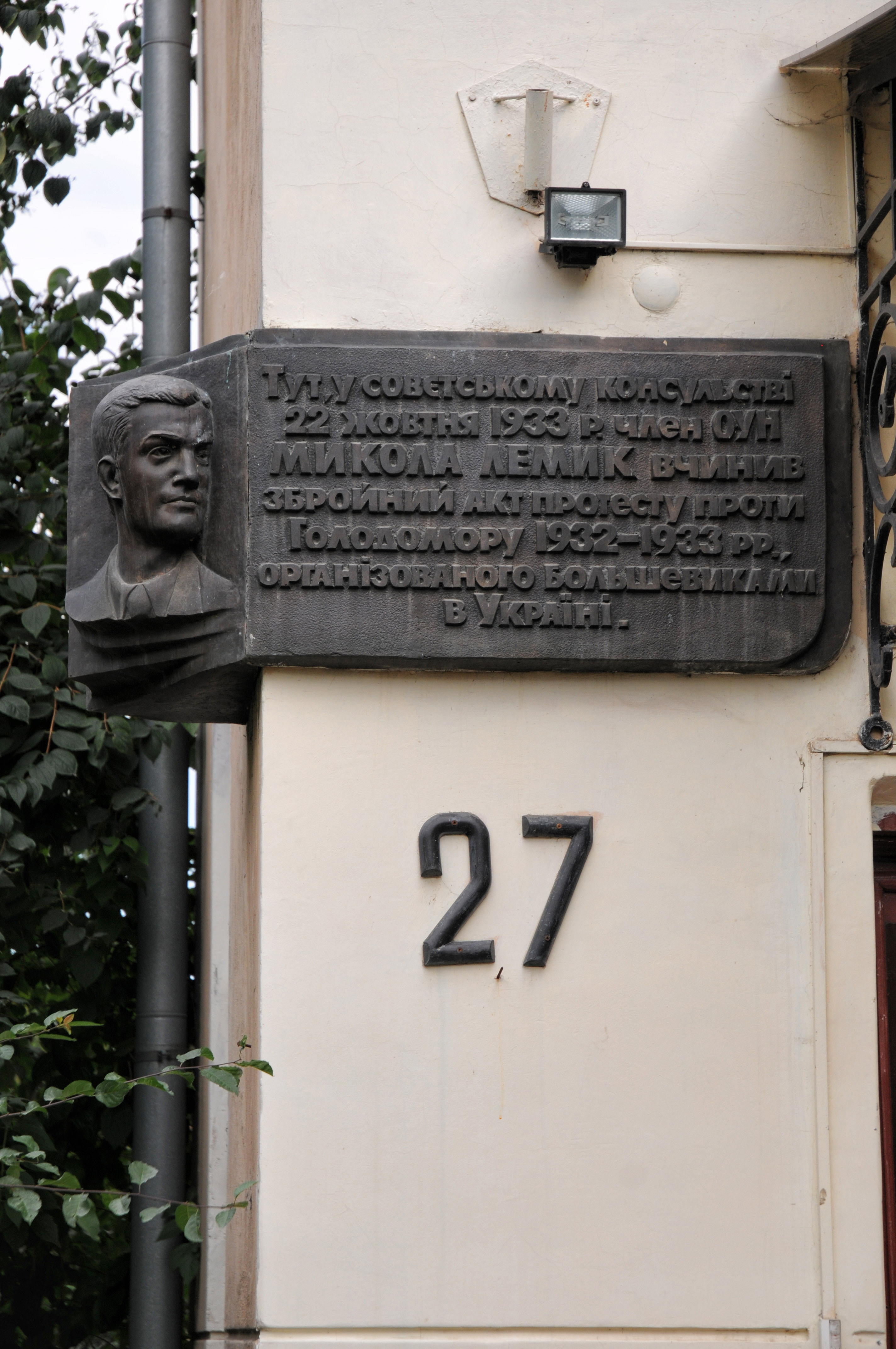
Пам'ятна таблиця Миколі Лемику у Львові

- Пам'ятна таблиця Миколі Лемику на фасаді будинку, що на вул. Котляревського, 27 у місті Львові, де він убив Майлова.
- Пам'ятна таблиця на краєзнавчому музеї в Миргороді. Відкрита 28 жовтня 1997 року. Скульптор Юліан Савко.[4]
- Провулок Миколи Лемика у місті Полтава.
- Вулиця Лемика у Львові
- Постановою № 184-VIII Верховної Ради України від 11 лютого 2015 року 100 років з дня народження відзначалося на державному рівні.[5]